# Увэй (шаньюй)
Увэй (кит. трад. 烏維, упр. 乌维, пиньинь Wūwéi) — шаньюй хунну с 114 года до н. э. по 105 год до н. э.. Сын Ичжисе. Войн почти не вёл. Сосредоточил усилия на сохранении прежнего статуса Хунну, как державы, равной Китаю. Не смог помешать постепенному созданию антихуннской коалиции.

## Правление
Первые два года правления Увэя прошли в совершенном спокойствии. Китайский У-ди переместил свои завоевательные амбиции на юг и завоевал Намвьет и Миньюэ. Всё же в 112 на хуннов было направлено 15 000 конницы по командованием Гунсунь Хэ, пройдя 1000 км, войско не встретило ни одного хунна. В 110 году князь Чжао Пону с 10 000 конницы проник в земли хунну, но никого не нашёл.
В 110 году У-ди лично посетил северную границу, где в крепости Шофан состоялся смотр 180 000 конного войска. Император послал чиновника Го Цзи, который предъявил шаньюю ультиматум: либо стань вассалом У-ди, либо встреться с Императором в честном бою, ибо он ждёт тебя со своей армией. Увэй в гневе отрубил голову своему церемониймейстеру, а Го Цзи отправил на Байкал. Шаньюй решил, что воевать сейчас — значит погубить хунну и приказал воинам откармливать коней и тренироваться на облавных охотах, а сам отправил насколько посольств с предложениями мира и родства.
У-ди решил разведать силы хунну и отправил чиновника Ван У, который был хорошо знаком с их обычаями. Ван У сдружился с Увэем и советовал ему отправить наследника в заложники в Китай и навсегда установить мир и родство. У-ди решил дипломатически изолировать хунну: племена в долине Сунгари были включены в империю, в Ганьсу установили область Цзюцзюань, чтобы перекрыть торговлю с кянами, установлены дипломатические отношения с юэчжами и Дася, принцесса вышла за усунийского царя, появились китайские колонии в Центральной Азии.
Новый посол к хунну Ян Синь был сдержан и упрям. Он отказался от приёма в шатре Увэя, так как не хотел склоняться пред шаньюем и Увэй принял его на открытом воздухе. Ян Синь поставил только одно условие: выдача наследника в заложники. Увэй сказал, что это не было установлено издревле и неправильно, но прежние договоры мира и родства его устраивают, и в целом хунно будут поступать с китайцами так, как китайцы с ними. У-ди вновь послал мягкого Ван У. Увэй, желая получить подарки, стал говорить Ван У, что готов лично встретиться с императором в Китае. У-ди приказал построить дворец для приёма шаньюя. Увэй отправил своего сановника в Китай, но он умер там. У-ди приказал чиновнику Лу Чунго сопроводить тело покойного в ставку шаньюя, где Увэй задержал Лу Чунго, заявив, что сановника отравили. Переговоры зашли в тупик.
В 107 хунну совершили несколько мелких набегов на границу и У-ди перевёл в Шофан генералов Го Чан (титул Баху Цзянцзюнь — поражающий хунну) и Шкйе Хоу (Чжао Поу).
В 105 Увэй скончался. Его малолетний сын Ушилу стал шаньюем.